# Money Talks (canción de April Wine)
«Money Talks» —en castellano: «El dinero manda»— es una canción de hard rock compuesta por Myles Goodwyn.  Se encuentra originalmente como la sexta melodía del álbum Animal Grace de la banda canadiense de rock April Wine, lanzado por Aquarius Records y Capitol Records en Canadá y el resto del mundo respectivamente, en 1984.

## Lanzamiento y recepción
En 1984, «Money Talks» fue publicado como sencillo promocional de Animal Grace, siendo el tercero y último de este disco.  Este vinilo fue producido por el mismo Goodwyn y Mike Stone. Al ser un sencillo de promoción, se enlistó en el lado B el mismo tema del lado A, con calidad de sonido estereofónico.
Esta canción no logró entrar en las listas de popularidad en Canadá o Estados Unidos.

## Lista de canciones
| Cara A |               |               |          |  |
| N.º    | Título        | Escritor(es)  | Duración |  |
| 1.     | «Money Talks» | Myles Goodwyn | 3:28     |  |

| Cara B |               |               |          |  |
| N.º    | Título        | Escritor(es)  | Duración |  |
| 2.     | «Money Talks» | Myles Goodwyn | 3:28     |  |

## Créditos
- Myles Goodwyn — voz principal, guitarra y coros
- Brian Greenway — guitarra y coros
- Gary Moffet — guitarra y coros
- Steve Lang — bajo y coros
- Jerry Mercer — batería y percusiones